# Euplexaura capensis
Euplexaura capensis is een zachte koraalsoort uit de familie Plexauridae. De koraalsoort komt uit het geslacht Euplexaura. Euplexaura capensis werd in 1870 voor het eerst wetenschappelijk beschreven door Verrill. 